# Volker Kutscher
Volker Kutscher (født 26. december 1962 i Lindlar, Tyskland) er en tysk forfatter, der er særlig kendt for at have skrevet Gereon Rath-cyklussen, der omhandler en politikommisær i 1920'ernes og 1930'ernes Berlin. Den første bog er blevet filmatiseret til de første to sæsoner af Babylon Berlin, og der er planer om flere sæsoner i fremtiden.

## Liv
Kutscher opvoksede i Wipperfürth. Han læste Germanistik, filosofi og sagn på Universität Wuppertal og Universität Köln. Herefter arbejdede han som journalist i Wipperfürth.
I 1995 udgav han sin første kriminalroman kaldet Bullenmord på Köln-forlaget Emons.
I 2008 udkom bogen Der nasse Fisch, som det første bind i historisk serie om politikommisæren Gereon Rath fra Köln, der i slutningen af Weimarrepublikken kommer til Berlin og efterforsker forskellige forbrydelser.
Kutscher udgiver via Kiepenheuer & Witsch i Köln og Piper i München.
Den første bog i serien om Gereon Rath er blevet filmatiseret af Tom Tykwer, Achim von Borries og Henk Handloegten i tv-serien Babylon Berlin. Den er produceret af X Filme Creative Pool sammen med ARD Degeto, Sky og Beta Film. De første to sæsoner havde præmmiere i 2017.

### Gereon Rath-cyklussen
- Der nasse Fisch. Gereon Raths erster Fall. Kiepenheuer & Witsch, Köln 2008, ISBN 978-3-462-04022-7.
- Der stumme Tod. Gereon Raths zweiter Fall. Kiepenheuer & Witsch, Köln 2009, ISBN 978-3-462-04074-6.
- Goldstein. Gereon Raths dritter Fall. Kiepenheuer & Witsch, Köln 2010, ISBN 978-3-462-04238-2.
- Die Akte Vaterland. Gereon Raths vierter Fall. Kiepenheuer & Witsch, Köln 2012, ISBN 978-3-462-04466-9.
- Märzgefallene. Gereon Raths fünfter Fall. Kiepenheuer & Witsch, Köln 2014, ISBN 978-3-462-04707-3.
- Lunapark. Gereon Raths sechster Fall. Kiepenheuer & Witsch, Köln 2016, ISBN 978-3-462-04923-7.
- Moabit. Galiani, Berlin/Köln 2017, ISBN 978-3-86971-155-3 (Prequel).
- Marlow. Der siebte Rath-Roman. Piper, München 2018, ISBN 978-3-492-05594-9.

### Andre
- Bullenmord. Emons Verlag, Köln 1995, ISBN 3-924491-87-9 (sammen med Christian Schnalke).
- Vater unser. Emons Verlag, Köln 1998, ISBN 3-89705-131-1 (sammen med Christian Schnalke).
- Der schwarze Jakobiner. Historischer Kriminalroman, Neuaufl. Emons Verlag, Köln 2003, ISBN 3-89705-313-6.

### Comic-Adaptions
- Arne Jysch: Der nasse Fisch. Carlsen, Hamburg 2017, ISBN 978-3-551-78248-9.

## Filmografi
- 2009: Ladylike – Jetzt erst recht!
- 2010: Einsatz in Hamburg – Rot wie der Tod